# Mike Frantz
Mike Frantz (Saarbrücken, 14 ottobre 1986) è un calciatore tedesco, centrocampista del Saarbrücken.

## Palmarès

### Club

#### Competizioni nazionali
- 2. Fußball-Bundesliga: 1

Friburgo: 2015-2016